# Коньйокранра
Коньйокранра (ісп. Coñocranra, від кеч. coñoc — «гарячий» і ranra — «ущелина») або Піко-Рокарре (Pico-Rocarre) найвща верщина хребта Кордильєра-Неґра (5181 м над рівнем моря) в Перу. Вершина гори вкрита снігом більшу частину року, приблизно з грудня по серпень.

## Виноски
1. ↑  Carta Geográfica Nacional del Perú, planos 18g

| Перу | Це незавершена стаття з географії Перу. Ви можете допомогти проєкту, виправивши або дописавши її. |